# زنبور ملکه

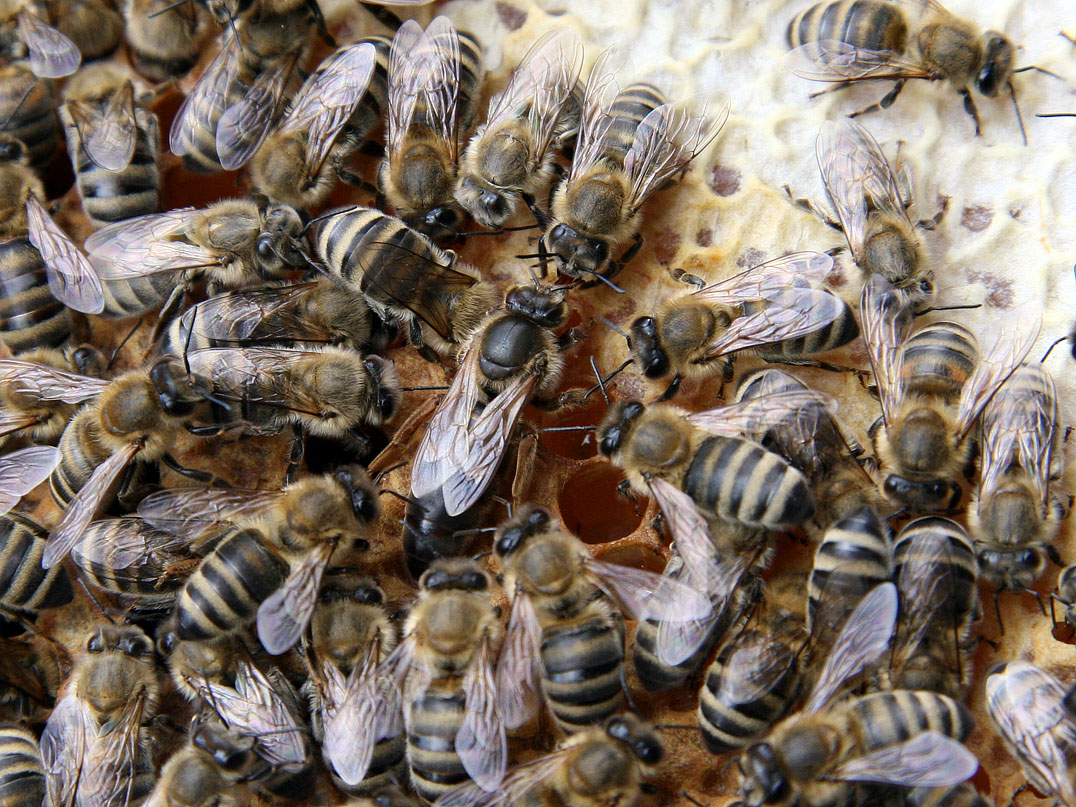
زنبور ملکه در کنار زنبورهای کارگری که او را همراهی و تر و خشک می‌کنند.

زنبور ملکه عبارتی است که برای اشاره به یک زنبور مادهٔ بالغ می‌شود که در یک کلونی زنبورهای عسل یا کندوی آنها زندگی می‌کند. زنبور ملکه معمولاً مادر بیشتر یا همهٔ زنبورهای کندو است. زنبور ملکه از دوره‌ای که یک لارو بوده انتخاب شده، به صورت ویژه توسط زنبورهای کارگر تغذیه شده و برای اینکه از نظر جنسی توانایی کافی پیدا کند پرورش یافته‌است.
به استثنای دوره‌های کوتاه در زمان آمادگی یا به تعویق انداختن حرکت گله‌ای اعضای کلونی (عمل جایگزینی یک ملکه ضعیف)، در هر کلونی تنها یک ملکه زنبور عسل وجود دارد. زمانی که یک ملکه جدید به دنیا می‌آید، محل زنبورهای ملکه جدید دیگر را تعیین نموده و آن‌ها را به نوبت از کندو بیرون می‌کند. در صورتی که به هر طریقی، دو ملکه جدید در یک کندو به‌طور همزمان ظاهر شوند، تا زمان مرگ یکی از آن‌ها، با یکدیگر مبارزه می‌کنند.

## ظاهر زنبور ملکه
تشخیص یک ملکه از سایر اعضای کلونی کار ساده‌ای است، زیرا بدن او در حالت طبیعی بسیار بزرگ‌تر از زنبورهای کارگر و زنبورهای نر درون کندو است، به خصوص در طی دوره تخم‌گذاری، زمانی که شکم او بسیار بزرگ می‌شود. سینه و سر ملکه تقریباً همانند زنبورهای دیگر است، سینه کمی بزرگ‌تر از زنبورهای کارگر و سر کمی کوچک‌تر است.
بال‌های او تنها دو سوم شکم را می‌پوشانند، در حالی که بال‌های زنبورهای نر و کارگر زمانی که جمع شده باشند، تقریباً به نوک شکم آن‌ها می‌رسند.
زنبور ملکه دارای سبد گرده گل نیست و غده موم او نیز کار نمی‌کند. این زنبور دارای نیش منحنی شکل و درازتر از نیش زنبور کارگر است، اما دندانه‌های کمتر و کوتاه‌تری دارد. از آنجایی که زنبور ملکه کندو را ترک نمی‌کند، مگر در مواقع پرواز با هدف جفت‌گیری، بنابراین مردم را نیش نمی‌زند. این زنبور معمولاً از نیش خود برای محافظت از کلونی در برابر دشمنان استفاده می‌کند.